# Le Vœu d'une morte
Le Vœu d'une morte è un romanzo di Émile Zola, pubblicato tra l'11 e il 26 settembre 1866 a puntate su L'Événement e poi in volume, a novembre, presso Achille Faure.

## Trama
Daniel Raimbault, scampato per miracolo a un incendio e rimasto orfano, viene cresciuto dalla nobildonna Blanche de Rionne fino ai diciott'anni, fino cioè a quando Blanche, in punto di morte, si fa promettere che il giovane ne tuteli moralmente la piccola Jeanne, sua figlia. Daniel va a vivere da solo per essere poi impiegato dall'editore Georges Raymond, che pubblica opere enciclopediche. Jeanne è intanto in convento: quando ne esce, divenuta una ragazza vivace, viene affidata alla ricca zia. Nonostante timidi tentativi, Daniel non riesce a impedire che la fanciulla convoli a nozze con un uomo provvisto di molto denaro ma poca virtù. 
Jeanne è presto infelice; credendola sul punto di prendere un amante, Daniel comincia a indirizzarle lettere anonime in cui proclama i suoi sentimenti per la fanciulla, di cui è ormai perdutamente innamorato. La donna è convinta che Georges sia il mittente misterioso e, rimasta vedova, confessa a Daniel il suo amore per l'editore. Daniel, rimanendo fino in fondo fedele alla promessa fatta a Blanche de Rionne, rinuncia a Jeanne, che si lega a Georges, e muore poco dopo.

## Analisi critica e ricezione
In Le Vœu d'une morte, Zola tratteggia nel protagonista un personaggio che «prefigura i numerosi esiliati attaccati a una fede, una missione o un'opera, il cui idealismo soffoca la vita sessuale», spesso ritratti nei romanzi successivi. Molte sono le affinità con la figura principale del suo libro precedente, Claude, perché come lui Daniel sublima l'amore per la donna e come lui rinuncia a lei, cedendola all'amico più stretto.
Le Vœu d'une morte è il secondo romanzo di Zola, a un anno di distanza da La Confession de Claude. Il nuovo libro, uscito a puntate su L'Événement nel settembre 1866 e edito presso Achille Faure in volume a novembre (accompagnato da Esquisses parisiennes, raccolta di quattro novelle già pubblicate sui giornali), apparve tra l'indifferenza generale della critica. Villemessant, che dirigeva L'Événement, espresse un parere piuttosto negativo sull'opera: «La troviamo assai pallida, ben scritta, di buoni sentimenti, ma irritante», scrisse.
Nel 1889 Zola apportò notevoli modifiche al testo, asciugandolo e espungendone «le espressioni violentemente espressioniste o mistico-liriche», per una riedizione presso Charpentier. In una lettera al suo storico editore, il romanziere definiva Le Vœu d'une morte una «povera cosa», e nella prefazione scritta a Médan il 1º settembre 1889 affermò, parlando del libro: «Mi decido a restituirlo al pubblico, certamente non per i suoi meriti, ma in vista di un interessante paragone che i curiosi di letteratura potrebbero essere un giorno tentati di istituire tra queste pagine e quelle che ho scritto più tardi».
L'opera, «patetica e moralizzatrice», è ancora lontana dalla letteratura che Zola andava difendendo contemporaneamente sui giornali, da quel romanzo d'analisi, da quello studio psicologico e fisiologico, oggettivo e scientifico, già tante volte promosso e, sin dall'anno successivo, concretizzato nel celebre romanzo Thérèse Raquin. Nondimeno, sono già presenti alcune descrizioni - tipiche della sua produzione naturalista -, che ricordano i quadri protoimpressionisti, come quella del Mesnil-Renard, in cui si avvertono gli echi dei soggiorni di Zola a Bennecourt, sulle rive della Senna, dove probabilmente scrisse una parte del testo.

## Edizioni italiane
• L'ultimo desiderio, trad. e cura di Federica Fioroni, Indipendently published, 2019.